# Kodžadžik
Kodžadžik (in lingua macedone: Коџаџик, in turco: Kocacık) è una località del comune di Centar Župa, nella Macedonia del Nord.

## Geografia
Kodžadžik è situato nella parte ovest della Macedonia del Nord, alle pendici del monte Stogovo, nella vallata del Drin Nero, a 20 km a sud della cittadina di Debar.

## Storia
Prima della conquista ottomana la località era una munita fortezza conosciuta con il nome di Sfetigrad o Svetigrad. Nel 1448 il sultano Murad II cinse d'assedio la roccaforte presidiata da una guarnigione della Lega di Alessio guidata da Scanderbeg. Dopo tre mesi di scontri, le forze albanesi dovettero arrendersi e consegnare la fortezza agli Ottomani.

## Monumenti e luoghi d'interesse
- Casa Memoriale di Ali Rıza Efendi, padre di Mustafa Kemal Atatürk, ricostruita nel 2014[1].

## Società
Secondo il censimento del 2002 Kodžadžik aveva una popolazione di 275 abitanti, tutti di etnia turca.